# 누에콩

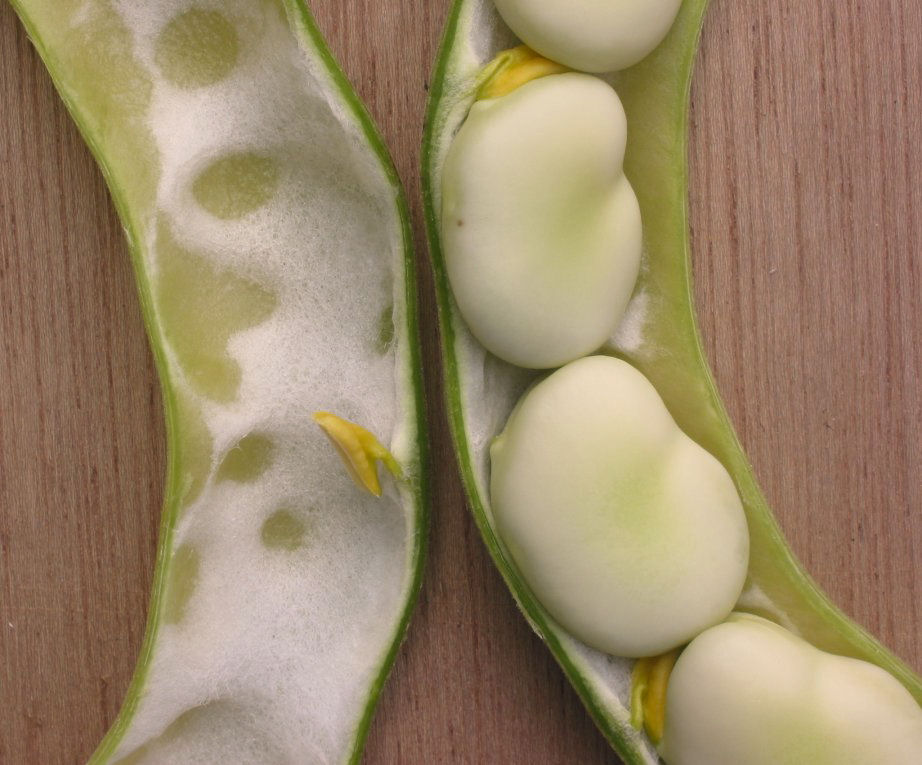
누에콩

누에콩(학명: Vicia faba)은 북아프리카와 남서아시아 원산의 콩으로서 세계 전역에서 널리 재배되는 작물이다. 잠두(蠶豆), 파바빈(Faba bean), 브로드빈(Broad bean) 이라고도 한다. 부르는 이름도 지역에 따라 제각각이다.
대개 0.5-1.7m로 곧게 뻗는 식물로서 줄기가 질긴 것이 특징이다. 잎은 대개 10-25cm의 길이이며 잎은 2-7개의 날개모양이다. 덩굴손이 없는 것이 특징이며 따라서 어떤 물체에 기대서 타고 올라가지 않는다. 꽃은 1-2.5cm이며 흰색이고 꽃잎이 5개이다.
과실은 넓고 질긴 꼬투리 안에 생기며 녹색에서 익으면서 검은 빛을 띤다. 야생의 경우 꼬투리가 5-10cm, 직경 1cm이지만 대부분의 재배용의 것은 꼬투리가 15-25cm이며 콩알도 2-3cm 정도로 더 굵은 편이다. 1-8개의 알이 들어 있으며 배수염색체가 12개이다. 이는 상동염색체가 12개라는 것을 뜻한다.
누에콩은 구대륙에서 오래전부터 재배한 작물이다. 가장 오래된 고대 작물로도 손꼽히며 쉽게 자라는 것이 특징이다. 완두콩과 강낭콩 등과 함께 지중해 동부 쪽에서 기원전 6000년 전부터 쓰인 것으로 추측되고 있다. 지금도 토양의 침식을 막기 위해 보호 작물로 심는 경우가 많으며 특히 겨울철에 토양의 양분을 공급해주기 때문에 많이 심는다. 다만 균류에 감염될 수 있어서 병에 걸리기도 한다.